# Cyclolobium blanchetianum
Cyclolobium blanchetianum är en ärtväxtart som beskrevs av Louis René Tulasne. Cyclolobium blanchetianum ingår i släktet Cyclolobium, och familjen ärtväxter. Inga underarter finns listade i Catalogue of Life.